# БК-3
«Бегущий кабан» БК-3 — советская однозарядная произвольная винтовка калибра 5,6 мм созданная на Ижевском машиностроительном заводе на базе винтовки Урал-2. Предназначалась для стрельбы по движущейся мишени «Бегущий кабан» на дистанции 50 м. С её помощью на чемпионатах Европы и мира было завоевано 7 золотых, одна серебряная и одна бронзовые медали. В 1978 году получила золотую медаль на Лейпцигской ярмарке.

## Конструкция

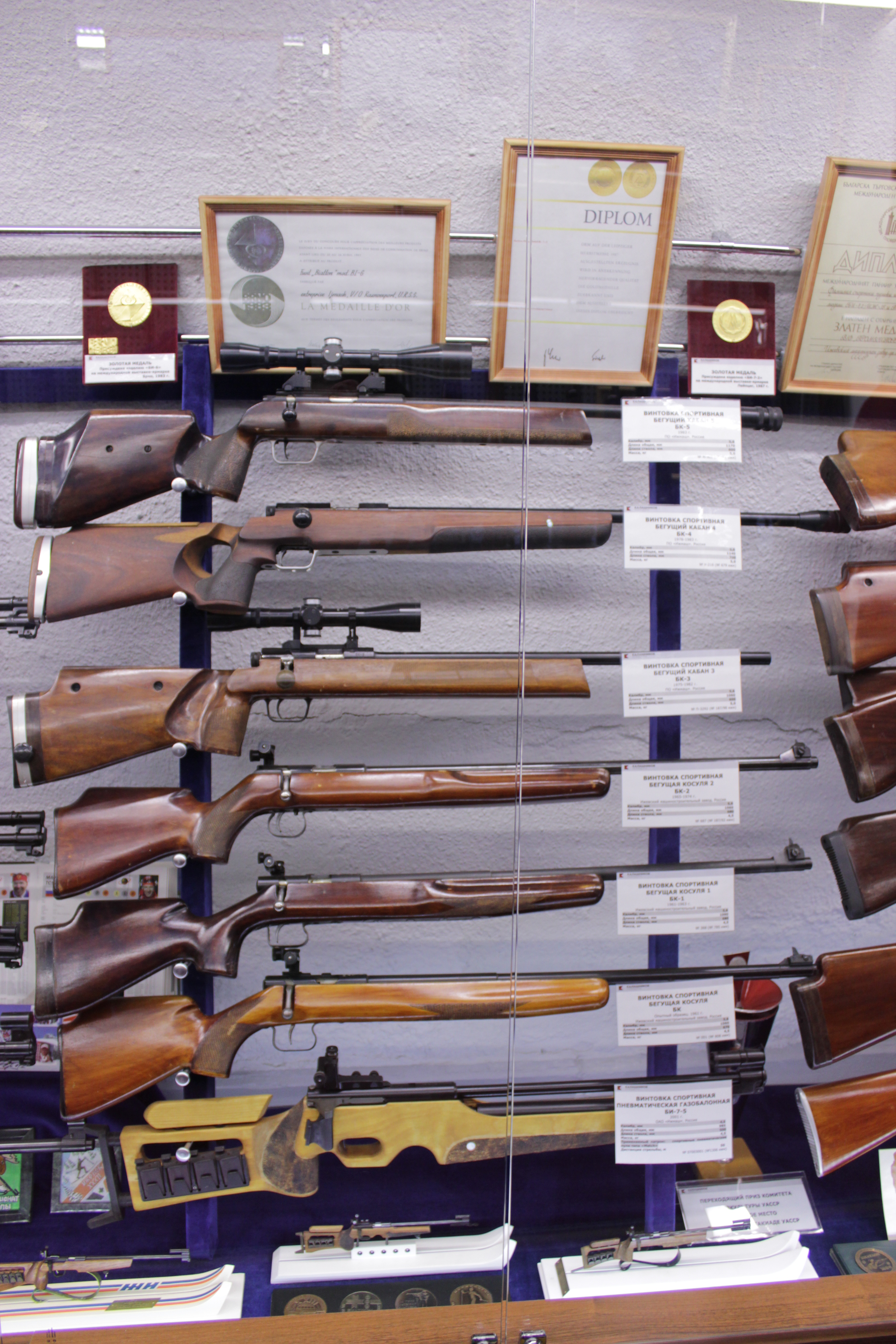
Винтовки серии БК в музее Ижмаша

Затвор продольно-скользящий, с запиранием на три боевых упора поворотом рамы. Заряжание производиться при открытом затворе через специальный лоток сбоку. Спусковой механизм позволяет регулировать усилие спуска от 0,5 до 1,53 кгс без необходимости разбирать оружие. Ударный механизм — курковый, с отдельной боевой пружиной. Ложа оружия — единая, с регулируемым затыльником и с эргономикой, специально отработанной под упражнение «Бегущий кабан». Конструкция оружия допускает установку оптического прицела ТО6-С с шестикратным увеличением.